# جيمس فريج
جيمس فريج (بالهولندية: James Vrij)‏ (مواليد 9 أغسطس 1951) هو ملاكم هولندي، مثّل بلاده في الألعاب الأولمبية الصيفية 1972.

## روابط خارجية
جيمس فريج على موقع أوليمبيديا (الإنجليزية)